# Tatakoto repülőtér
A Tatakoto repülőtér (IATA: TKV, ICAO: NTGO) egy repülőtér Francia Polinéziában a Tatakoto atoll területén, Tumukuru település közelében, 1180 km-re Tahititől. A repülőteret 1979-ben nyitották meg.

## Kifutók
- 06L/26R, 1177 méter, burkolt.

## Forgalom
Az utasforgalom az elmúlt években az alábbi módon változott:
| Utasok száma | 546  | 664  | 758  | 1310 | 1262 | 1450 | 1858 | 2033 | 1083 | 1818 |
|              | 1998 | 2000 | 2002 | 2006 | 2008 | 2010 | 2015 | 2018 | 2020 | 2022 |

| Év   | Utasszám |
| ---- | -------- |
| 2009 | 2963     |
| 2010 | 3328     |
| 2011 | 2339     |
| 2012 | 1986     |
| 2013 | 1826     |
| 2014 | 1859     |
| 2015 | 1975     |